# Faux amadouvier
Phellinus igniarius
Espèce
Phellinus igniarius, de son nom vernaculaire, le Faux amadouvier ou Carie du tronc des feuillus est un champignon agaricomycète du genre Phellinus et de la famille des Hymenochaetaceae.